# Herregårde i Haderslev Amt
Herregårde i Haderslev Amt.
Før kommunalreformen i 1970 bestod amtet af 5 herreder:

## Haderslev Herred
- Aastrupgaard

## Frøs Herred
- Gram Slot, Gram Sogn
- Nybølgård, Gram Sogn

## Gram Herred
Tekst mangler, hjælp os med at skrive teksten

## Sønder Tyrstrup Herred
Tekst mangler, hjælp os med at skrive teksten